# Marguerite Courtot
Marguerite Gabrielle Courtot (Summit, New Jersey, 20 augustus 1897 – Long Beach, Californië, 28 mei 1986) was een Amerikaanse filmactrice van Franse komaf in het stommefilmtijdperk.
Tijdens de opnamen van Down to the Sea in Ships kreeg zij een relatie met Raymond McKee. Zij trouwden op 23 april 1923 en na in nog twee films gespeeld te hebben, stopte zij met acteren om zich op haar gezin te richten. Courtot en McKee bleven meer dan zestig jaar getrouwd tot de dood van Raymond McKee in 1984. Marguerite Courtot stierf twee jaar later.

## Gedeeltelijke filmografie
- Bound and Gagged (1919)
- Pirate Gold (1920)
- Velvet Fingers (1920)
- Rogues and Romance (1920)
- Beyond the Rainbow (1922)
- Down to the Sea in Ships (1922)